# Klok (digitale techniek)
In de digitale techniek doorloopt een schakeling allerlei logische toestanden. In vele schakelingen staat de voortgang onder besturing van een klok. Dit is een impulstrein, waarvan elke hele of halve periode de schakeling een toestand verder doet gaan.
Elke digitale schakeling die geheel of gedeeltelijk uit flip-flops is opgebouwd, ook wel volgordeschakeling genoemd, heeft een klok nodig. De frequentie kan vast ingesteld of variabel zijn. Ook kan de pulstrein voor onbepaalde tijd worden onderbroken. Voorbeelden van volgordeschakelingen zijn:
- Elementair:
  - Teller
  - Schuifregister
- Complex:
  - processor
  - microcontroller

Een schakeling die de klok opwekt, heet klokgenerator.

## In de computer

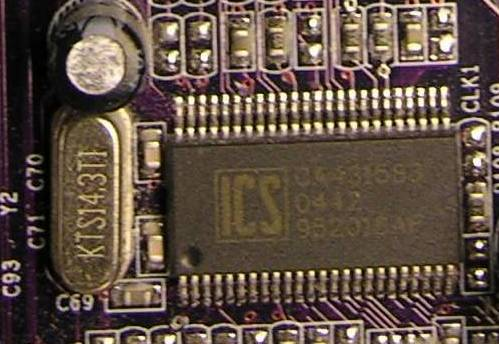
Een klokgenerator in een PC

Bekende voorbeelden zijn de klok in diverse onderdelen van de personal computer. De processor in een moderne PC gebruikt een klok met een frequentie van enkele GHz. De klokgenerator is een kwarts-oscillator.

### Klokfrequentie en snelheid
De klokfrequentie van een processor bepaalt hoeveel pulsen per seconde worden afgegeven. Omdat elke instructie 1 of meerdere klokpulsen nodig heeft, bepaalt dit het aantal instructies per seconde en is daarom een belangrijke factor in de werksnelheid van de computer. Andere factoren zijn:
- Het aantal toestanden dat de processor moet doorlopen om een zekere taak uit te voeren. Dat hangt af van het type processor;
- De tijd dat de processor moet wachten op tragere onderdelen van de computer, zoals het geheugen.

Een directe vergelijking van klokfrequenties is hierdoor alleen zinvol bij processors van hetzelfde type.